# Sharmila Tagore
Sharmila Tagore (Haiderabad, 8 december 1944) is een  Indiase actrice. Tagore is vooral bekend vanwege haar acteerwerk in de Hindi (Bollywood) en Bengaalse filmindustrie en ontving twee National Film Awards, een Filmfare Award en een Filmfare Lifetime Achievement Award voor haar bijdragen aan de Hinditalige filmindustrie. In 2013 eerde het parlement van India haar met de Padma Bhushan, de op twee na hoogste onderscheiding in India, voor haar bijdragen aan de Indiase cultuur.

## Biografie
Sharmila Tagore werd op 8 december 1944 in Haiderabad geboren, als dochter van Gitindranath en Ira Tagore. Ze groeide echter op in Calcutta. Haar vader Gitindranath was een hindoe van Bengaalse komaf, terwijl haar moeder Ira een hindoe van Assamese afkomst was. Haar beide ouders waren verre familieleden van schrijver en Nobelprijswinnaar Rabindranath Tagore, terwijl haar vader een familielid van actrice Devika Rani was.

## Carrière
Tagore maakte haar eerste acteerdebuut op 14-jarige leeftijd met Satyajit Ray's veelgeprezen Bengaalse dramaserie The World of Apu (1959). Ze werkte daarna met Ray samen aan talloze andere films, waaronder; Devi (1960), Nayak (1966), Aranyer Din Ratri (1970) en Seemabaddha (1971); waardoor ze als een van de meest prominente figuren in de Bengaalse cinema werd gezien. Tagore's carrière breidde zich verder uit toen ze begon te acteren in Hindi-films en haar debuut maakte met de dramafilm van Shakti Samanta, Kashmir Ki Kali (1964). Ze vestigde zich vervolgens als een van de leidende actrices van de Hinditalige filmindustrie met films als; Waqt (1965), Anupama (1966), An Evening in Paris (1967), Aamne Saamne (1967), Satyakam (1969), Aradhana (1969), Safar (1970), Amar Prem (1972), Daag (1973), Avishkaar (1974), Mausam (1975), Chupke Chupke (1975) en Namkeen (1982). Tussen 1984 en 1991 pauzeerde ze haar carrière tijdelijk. Daarna speelde ze in een aantal andere films, zoals: Mississippi Masala (1991),  Aashik Awara (1993), Mann (1999), Abar Aranye (2002), Viruddh ... Family Comes First (2005), Eklavya: The Royal Guard (2006), Break Ke Baad (2010). Na nog een pauze was ze in 2023 te zien in Gulmohar en in 2024 in de Marathi film OutHouse en Bengaalse film The Ancient.

## Privéleven
In 1969 trad de 23-jarige Tagore in het huwelijk met cricketer Mansoor Ali Khan Pataudi (1941-2011). Kort voor haar huwelijk bekeerde ze zich tot de islam en nam ze de naam Ayesha Begum aan. Het echtpaar kreeg drie kinderen: acteur Saif Ali Khan (geb. 1970), ontwerper Saba Ali Khan (geb. 1976) en actrice en televisiepersoonlijkheid Soha Ali Khan (geb. 1978).